# Уша (Нижньосілезьке воєводство)
Уша (пол. Usza, нім. Ausche) — село в Польщі, у гміні Руя Легницького повіту Нижньосілезького воєводства.
Населення — 60 осіб (2011).
У 1975-1998 роках село належало до Легницького воєводства.

## Демографія
Демографічна структура станом на 31 березня 2011 року:
|          | Загалом | Допрацездатний вік | Працездатний вік | Постпрацездатний вік |
| -------- | ------- | ------------------ | ---------------- | -------------------- |
| Чоловіки | 33      | 9                  | 20               | 4                    |
| Жінки    | 27      | 4                  | 15               | 8                    |
| Разом    | 60      | 13                 | 35               | 12                   |